# 村山道
村山道（むらやまみち）は、吉原（静岡県富士市）から村山（静岡県富士宮市）まで南北に縦断する道。東海道から富士山の玄関口である村山口登山道（村山浅間神社）に至るための道として用いられた。

## 概要
村山道は吉原宿西木戸（現在の富士市）の四間橋（志軒橋）を起点とし、終点である村山口（村山浅間神社、現在の富士宮市）までの道である。現在は旧来の村山道の経路を留めておらず、村山道の復元ルートが富士市・富士宮市より公開されている。
世界文化遺産富士山の構成資産「富士山域」の構成要素である大宮・村山口登山道は、大宮から村山を経て富士山へと至る登山道であるが、この村山道はそのうちの村山口に至るための道として用いられた。成立は江戸時代後期とされ、富士山に向かう登拝者を大宮口を経ず直接村山口に導く、村山側の意図があったとされる。

## 道しるべ

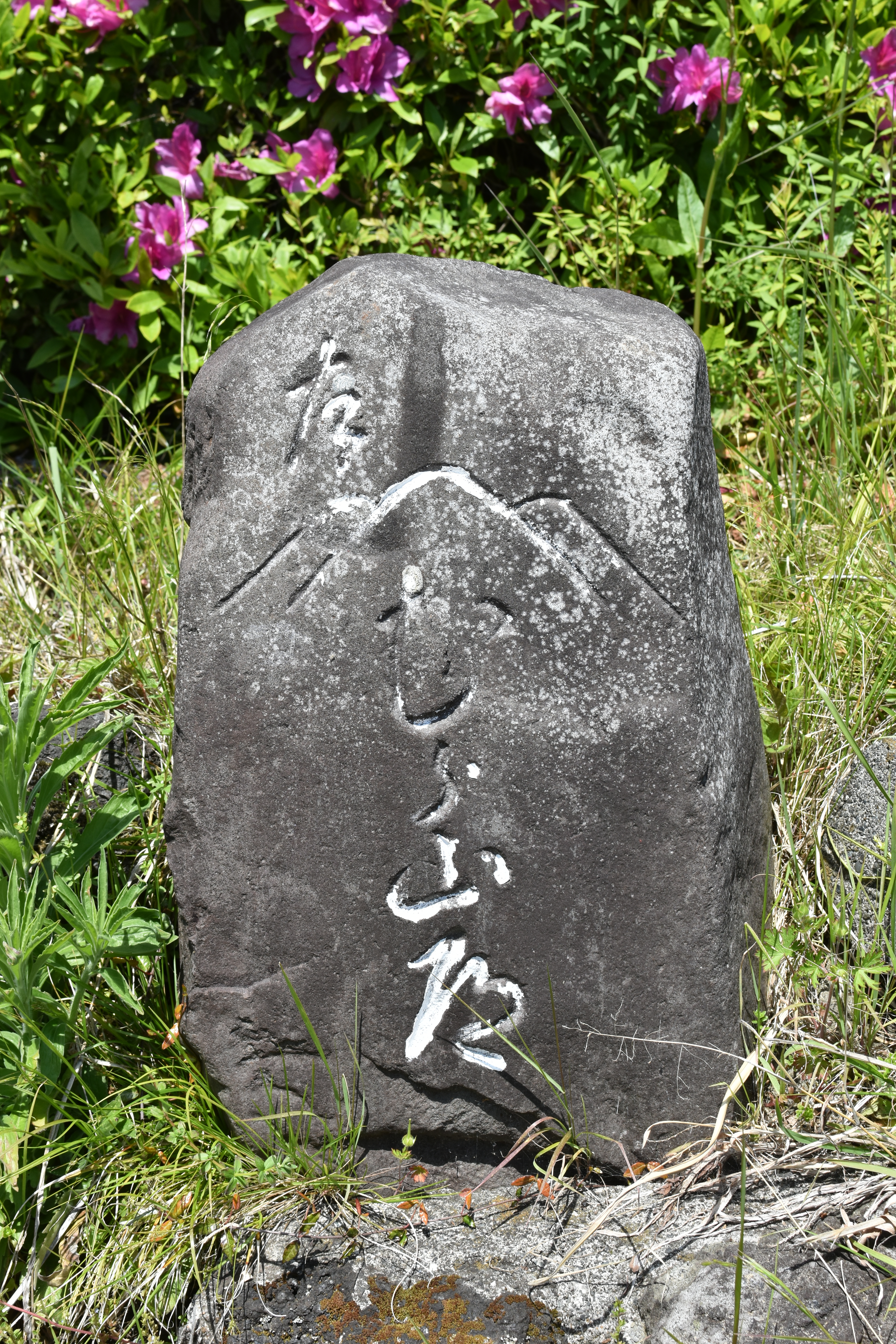
横沢（富士宮市）の道しるべ

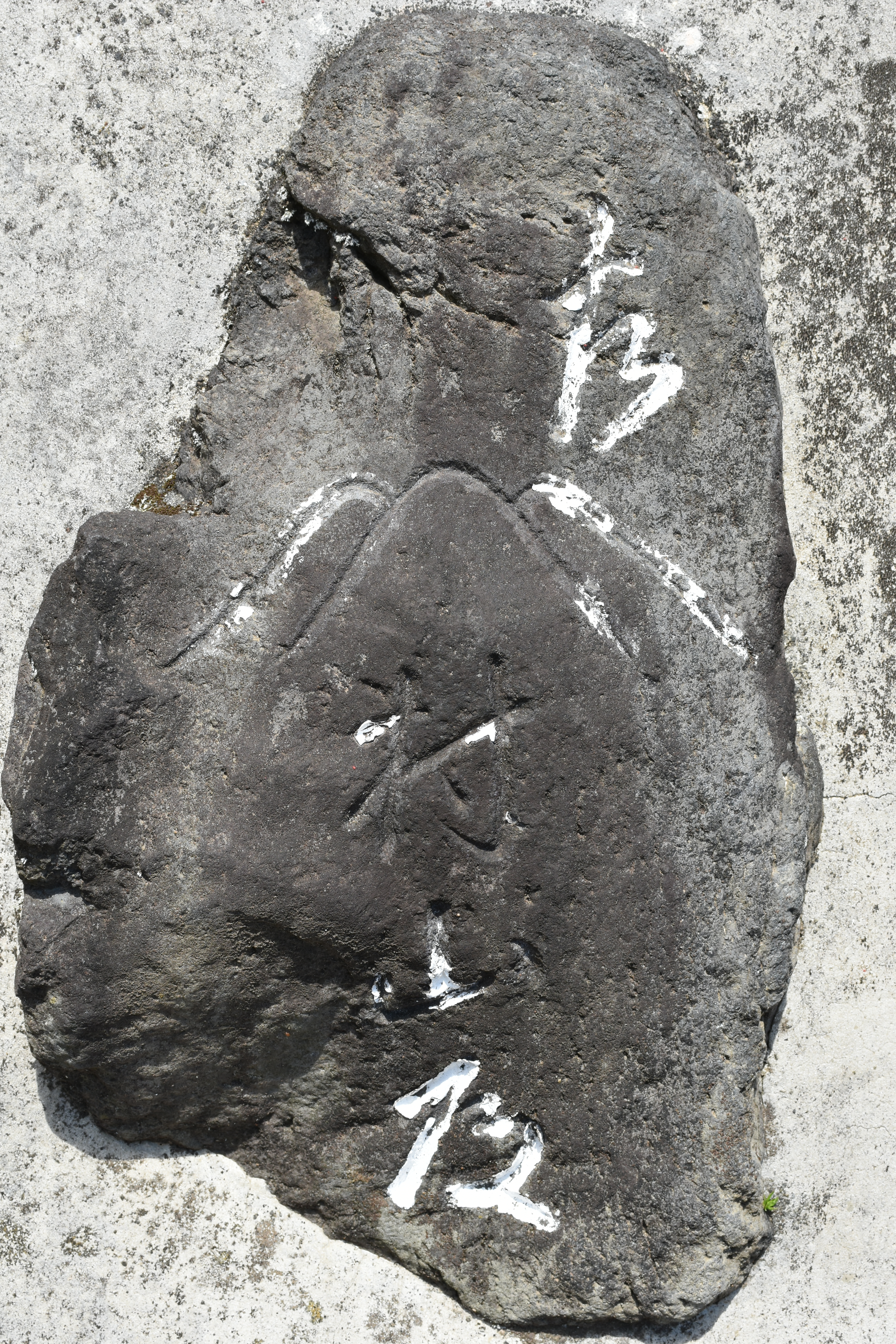
石原（富士宮市）の道しるべ

終点である村山口に至る過程で「村山道」や「むら山道」と記された道標（道しるべ）が点在する。富士宮市と富士市で計7基現存している。

### 現存する道標
起点から終点の順に記載
| 場所               | 記載     |
| ------------------ | -------- |
| 辻畑（富士市）     | むら山道 |
| 横山 （富士市）    | むら山道 |
| 大峯（富士市）     | むら山道 |
| 石ノ前（富士市）   | 村山道   |
| 覆盆子平（富士市） | 村山道   |
| 石原（富士宮市）   | 村山道   |
| 横沢（富士宮市）   | むら山道 |

他、復元された村山道標が1つある。